# UCI Africa Tour 2009
Navigation
Édition précédente Édition suivante
L'UCI Africa Tour 2009 est la cinquième édition de l'UCI Africa Tour, l'un des cinq circuits continentaux de cyclisme de l'Union cycliste internationale. Il est composé de 15 compétitions, organisées du 2 octobre 2008 au 19 avril 2009 en Afrique.
La victoire revient au Namibien Dan Craven, vainqueur notamment du championnat d'Afrique sur route. Il succède au palmarès au Sud-Africain Nicholas White. Le classement par équipes est remporté pour la troisième fois par Barloworld (Royaume-Uni) et les deux classements par pays sont gagnés une nouvelle fois par l'Afrique du Sud.

## Évolutions du calendrier
L'UCI Africa Tour ne comprend pas d'épreuve « hors-classe » (1.HC et 2.HC). Depuis 2008, il comprend des compétitions de première classe (1.1 et 2.1). Le Tour ivoirien de la Paix, catégorisé 2.1 en 2008, est reclassé en 2.2. En revanche, le Giro del Capo passe de 2.2 à 2.1. La Tropicale Amissa Bongo et l'Intaka Tech Worlds View Challenge restent en première classe. Le Worlds View Challenge devait être composé de trois courses, contre cinq en 2008 avant d'être annulé.
L'Afrique du Sud tient une place importante dans ce calendrier. Elle accueille 5 des 15 épreuves.

## Calendrier des épreuves

### Octobre 2008
| Date  | Course                                    | Pays           | Classe | Vainqueur        | Équipe                       |
| ----- | ----------------------------------------- | -------------- | ------ | ---------------- | ---------------------------- |
| 2-5   | Grand Prix Chantal Biya                   | Cameroun       | 2.2    | Thomas Rostollan | AVC Aix-en-Provence          |
| 11-18 | Tour du Sénégal                           | Sénégal        | 2.2    | Joeri Calleeuw   | Martin Prorace               |
| 19    | Pick n Pay Amashovashova National Classic | Afrique du Sud | 1.2    | Malcolm Lange    | MTN                          |
| 24-2  | Tour du Faso                              | Burkina Faso   | 2.2    | Guy Smet         | Équipe nationale de Belgique |

### Novembre 2008
| Date | Course                                    | Pays | Classe | Vainqueur          | Équipe                            |
| ---- | ----------------------------------------- | ---- | ------ | ------------------ | --------------------------------- |
| 7    | Championnats d'Afrique - contre-la-montre |      | CC     | Jay Robert Thomson | Équipe nationale d'Afrique du Sud |
| 11   | Championnats d'Afrique - course en ligne  |      | CC     | Dan Craven         | Équipe nationale de Namibie       |

### Janvier
| Date  | Course                 | Pays  | Classe | Vainqueur          | Équipe                |
| ----- | ---------------------- | ----- | ------ | ------------------ | --------------------- |
| 13-18 | Tropicale Amissa Bongo | Gabon | 2.1    | Matthieu Ladagnous | La Française des Jeux |

### Février
| Date  | Course                        | Pays     | Classe | Vainqueur          | Équipe             |
| ----- | ----------------------------- | -------- | ------ | ------------------ | ------------------ |
| 10-15 | Tour d'Égypte                 | Égypte   | 2.2    | Christoph Springer | Heraklion-Nessebar |
| 17    | Grand Prix de Sharm el-Sheikh | Égypte   | 1.2    | Ivaïlo Gabrovski   | Heraklion-Nessebar |
| 17-28 | Tour du Cameroun              | Cameroun | 2.2    | David Clarke       | Nordland-Hambourg  |

### Mars
| Date | Course                    | Pays           | Classe | Vainqueur          | Équipe     |
| ---- | ------------------------- | -------------- | ------ | ------------------ | ---------- |
| 4    | Giro del Capo Challenge 1 | Afrique du Sud | 1.2    | Robert Hunter      | Barloworld |
| 5    | Giro del Capo Challenge 2 | Afrique du Sud | 1.2    | Christopher Froome | Barloworld |
| 6    | Giro del Capo Challenge 3 | Afrique du Sud | 1.2    | Steve Cummings     | Barloworld |
| 8    | Giro del Capo Challenge 4 | Afrique du Sud | 1.2    | Arran Brown        | Medscheme  |

### Avril
| Date  | Course        | Pays  | Classe | Vainqueur           | Équipe    |
| ----- | ------------- | ----- | ------ | ------------------- | --------- |
| 10-19 | Tour du Maroc | Maroc | 2.2    | Alexandr Dymovskikh | Brisaspor |

### Épreuves annulées
| Date           | Course                               | Pays           | Classe | Cause |
| -------------- | ------------------------------------ | -------------- | ------ | ----- |
| 13 février     | Worlds View Challenge 1              | Afrique du Sud | 1.1    |       |
| 14 février     | Worlds View Challenge 2              | Afrique du Sud | 1.1    |       |
| 15 février     | Worlds View Challenge 3              | Afrique du Sud | 1.1    |       |
| 14-20 mars     | Tour de Libye                        | Libye          | 2.2    |       |
| 29-5 mars      | Tour d'Afrique du Sud                | Afrique du Sud | 2.2    |       |
| 7 avril        | Grand Prix de la Banque de l'habitat | Tunisie        | 1.2    |       |
| 10-15 août     | Tour ivoirien de la Paix             | Côte d'Ivoire  | 2.2    |       |
| 28 août-6 sept | Tour d'Angola                        | Angola         | 2.2    |       |

## Classements finals
| #   | Coureur             | Pays           | Pts |
| 1.  | Dan Craven          | Namibie        | 123 |
| 2.  | Jamie Ball          | Afrique du Sud | 123 |
| 3.  | Guy Smet            | Belgique       | 92  |
| 4.  | Jay Robert Thomson  | Afrique du Sud | 89  |
| 5.  | Filipe Cardoso      | Portugal       | 87  |
| 6.  | Sadrak Teguimaha    | Cameroun       | 79  |
| 7.  | Daryl Impey         | Afrique du Sud | 78  |
| 8.  | Joeri Calleeuw      | Belgique       | 77  |
| 9.  | Alexandr Dymovskikh | Kazakhstan     | 76  |
| 10. | Hassan Zahboune     | Maroc          | 75  |

| #    | Équipe                    | Pays           | Pts |
| 01.  | Barloworld                | Royaume-Uni    | 261 |
| 02.  | MTN                       | Afrique du Sud | 195 |
| 03.  | Rapha Condor              | Royaume-Uni    | 144 |
| 04.  | Liberty Seguros           | Portugal       | 133 |
| 05.  | House of Paint            | Afrique du Sud | 129 |
| 06.  | CCC Polsat Polkowice      | Pologne        | 109 |
| 07.  | Doha                      | Qatar          | 99  |
| 08.  | Heraklion-Nessebar        | Grèce          | 88  |
| 09.  | Neotel-Stegcomputer       | Afrique du Sud | 86  |
| 010. | Jong Vlaanderen-Bauknecht | Belgique       | 77  |

### Classements par nations
| #   | Pays           | Pts     |
| 1.  | Afrique du Sud | 1 050,5 |
| 2.  | Tunisie        | 453,98  |
| 3.  | Algérie        | 309     |
| 4.  | Cameroun       | 228     |
| 5.  | Burkina Faso   | 141     |
| 6.  | Maroc          | 139     |
| 7.  | Libye          | 134     |
| 8.  | Lesotho        | 123     |
| 8.  | Namibie        | 123     |
| 10. | Érythrée       | 100     |

| #  | Pays (U23)     | Pts |
| 1. | Afrique du Sud | 179 |
| 2. | Érythrée       | 46  |
| 3. | Libye          | 34  |
| 4. | Égypte         | 28  |
| 5. | Algérie        | 25  |
| 6. | Lesotho        | 12  |
| 7. | Côte d'Ivoire  | 7   |
| 8. | Sénégal        | 6   |
| 8. | Tunisie        | 6   |